# Вејкман (Охајо)
Вејкман (енгл. Wakeman) град је у америчкој савезној држави Охајо.

## Демографија
По попису из 2010. године број становника је 1.047, што је 96 (10,1%) становника више него 2000. године.
| Група             | 2000.       | 2010.         |
| Белци             | 936 (98,4%) | 1.026 (98,0%) |
| Афроамериканци    | 0 (0,0%)    | 2 (0,2%)      |
| Азијати           | 0 (0,0%)    | 0 (0,0%)      |
| Хиспаноамериканци | 9 (0,9%)    | 13 (1,2%)     |
| Укупно            | 951         | 1.047         |